# London (Ohio)
London es una ciudad ubicada en el condado de Madison en el estado estadounidense de Ohio. En el Censo de 2010 tenía una población de 9904 habitantes y una densidad poblacional de 452,65 personas por km².

## Geografía
London se encuentra ubicada en las coordenadas 39°53′37″N 83°26′15″O / 39.89361, -83.43750. Según la Oficina del Censo de los Estados Unidos, London tiene una superficie total de 21.88 km², de la cual 21.88 km² corresponden a tierra firme y (0%) 0 km² es agua.

## Demografía
Según el censo de 2010, había 9904 personas residiendo en London. La densidad de población era de 452,65 hab./km². De los 9904 habitantes, London estaba compuesto por el 89.16% blancos, el 6.02% eran afroamericanos, el 0.3% eran amerindios, el 1.01% eran asiáticos, el 0% eran isleños del Pacífico, el 0.62% eran de otras razas y el 2.9% pertenecían a dos o más razas. Del total de la población el 1.71% eran hispanos o latinos de cualquier raza.